# Zhaoling (Mingdynastin)
För andra betydelser, se Zhaoling.
Zhaoling (昭陵, Zhāolíng) är ett mausoleum där den kinesiske kejsaren Longqing är begravd. Zhaoling är en av de tretton Minggravarna i Changpingdistriktet 45 km norr om centrala Peking i Kina.
Kejsar Lingqing var den kinesiska Mingdynastins (1368 - 1644) tolfte kejsare och regerade från 1566 fram till sin död 1572 då han begravdes i Zhaoling som är en del av Minggravarna. Kejsarens kejsarinna Li som dog 1558 flyttades till Zhaoling i samband med att kejsaren begravdes. Även kejsarens två senare fruar kejsarinnan Cheng och Li begravdes i Zhaoling tillsammans med kejsaren.
Av Minggravarnas tretton kejsargravar är det bara Zhaoling som genomgått en storskalig renovering. vilket gjordes 1980. Zhaoling, som öppnades för allmänheten 1990, är tillsammans med Changling och Dingling de enda av Minggravrana som är öppna för turister.
Zhaoling var ursprungligen byggt som grav för kejsar Jiajings föräldrar, men av olika skäl så begravde kejsar Wanli sin far, kejsar Longqing, i Zhaoling. Graven färdigställdes 1573. Zhaoling är uppförd i liknande stil som övriga Minggravar. Längs med genomgående geometrisk axel inleds komplexet med en stele i en paviljong. Därefter följer Ling'enporten och Ling'enpalatset (隆恩殿). Ling'enpalatset användes när efterföljare kejsare visade sin vördnad för Longqing. Nästra byggnad efter Ling'en palatset är Andetornet som omsluts av den kvadratiska borgen. Den kvadratiska borgen ansluter till  Skattborgen (宝城) som är en cirkulär mur som omsluter gravhögen. Gravhögen är en konstjord cirkulär kulle av packad jord. Under gravhögen finns det underjordiska palatset där de gravsatta vilar. Liksom de efterföljande Östra Qinggravarna och Västra Qinggravarna hade även Minggravarna en gård med ett heligt kök och ett förråd i anslutning till entrén till graven. Det är bara Zhaoling av Minggravarna där dessa byggnader är bevarade. Zhaoling upptar en yta av 34 000 kvadratmeter.
Namnet Zhaoling har även använts för andra kinesiska kejsargravar. Tangdynastins kejsare Taizong (död 649) är begravd i Zhaoling nordväst om Xi'an och Qingdynastins kejsare Hung Taiji (död 1643) är begravd i Zhaoling i Shenyang i Liaoningprovinsen.

## Galleri

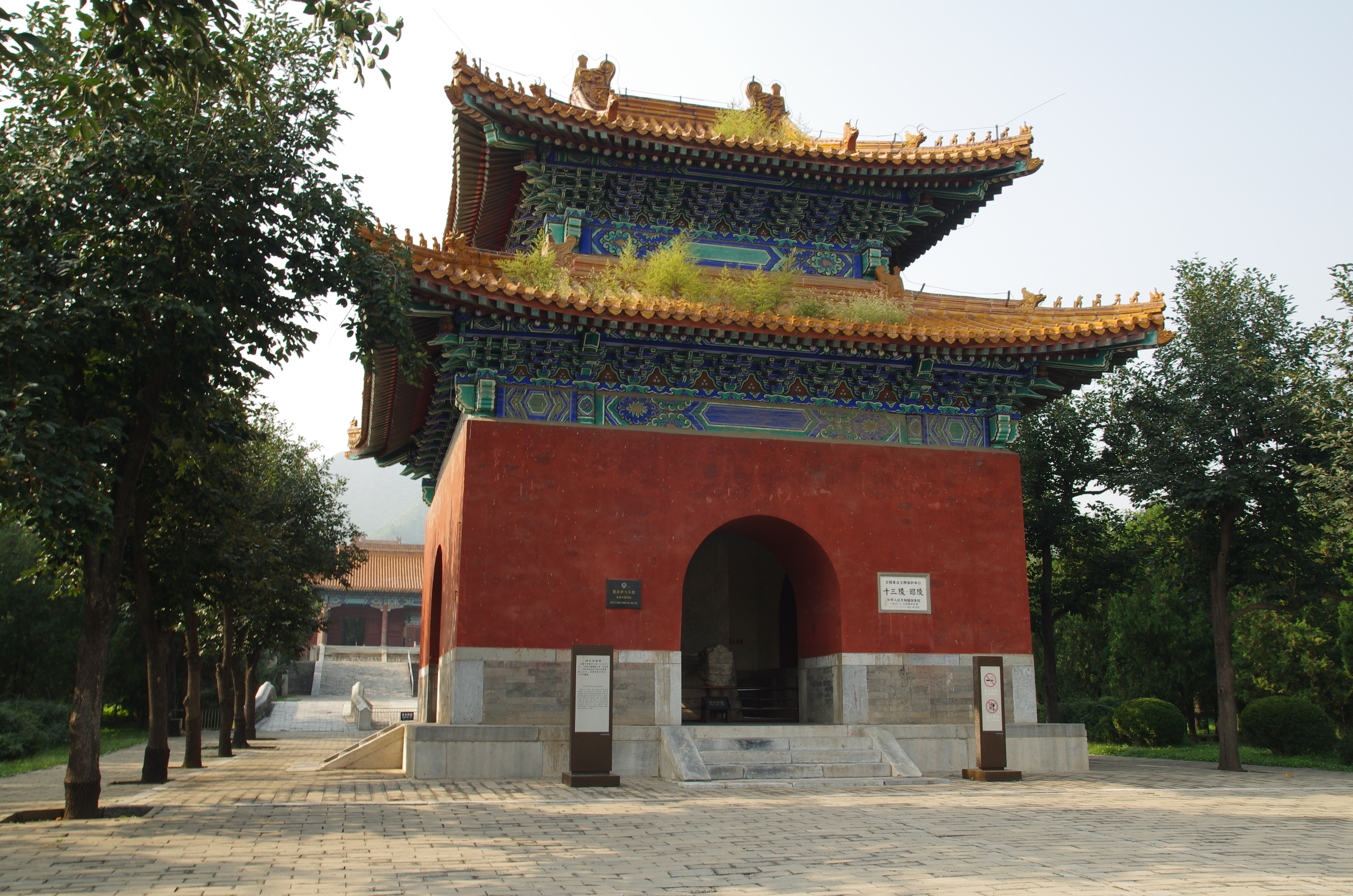
Stelepaviljongen.
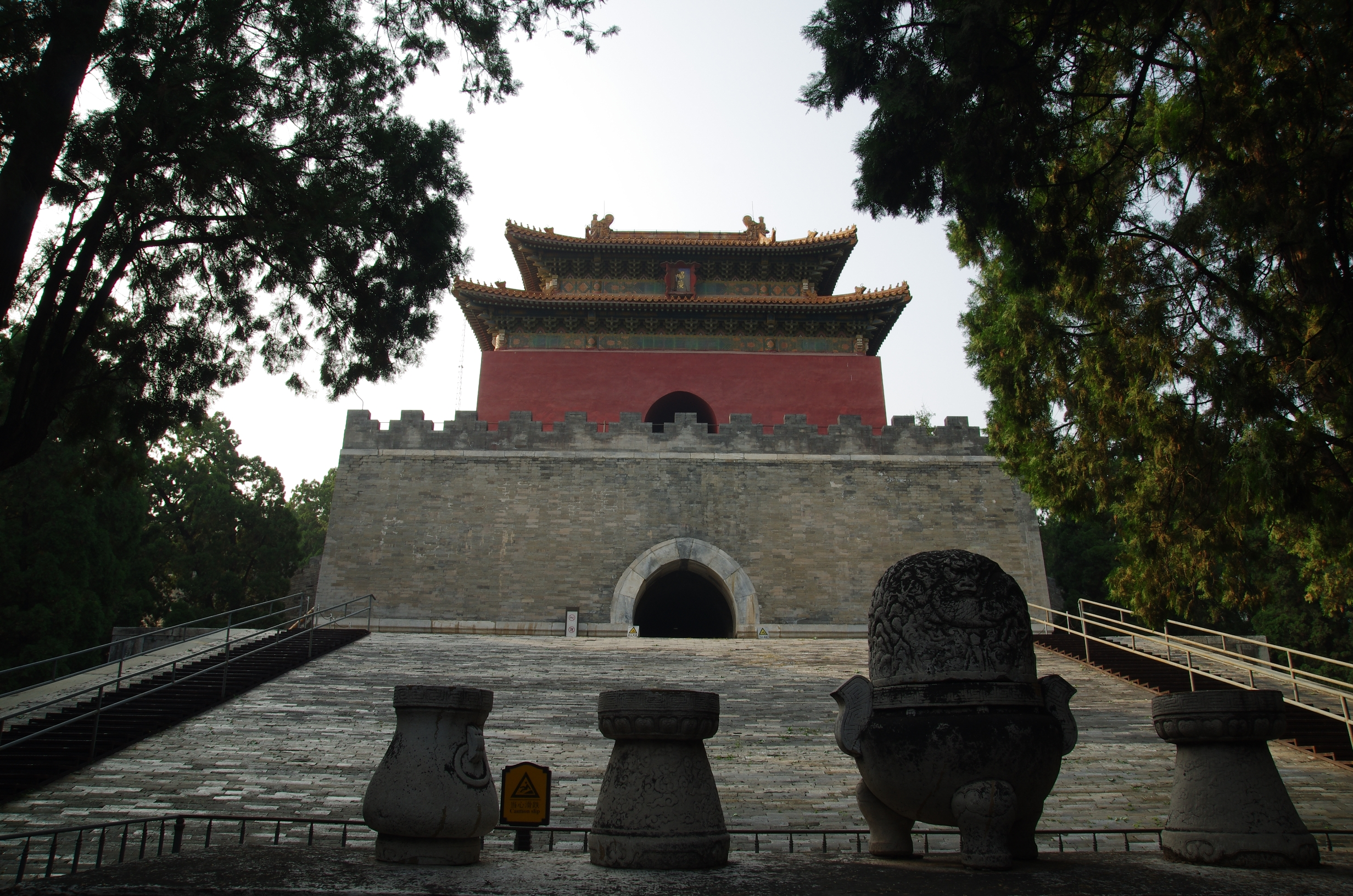
Andetornet.
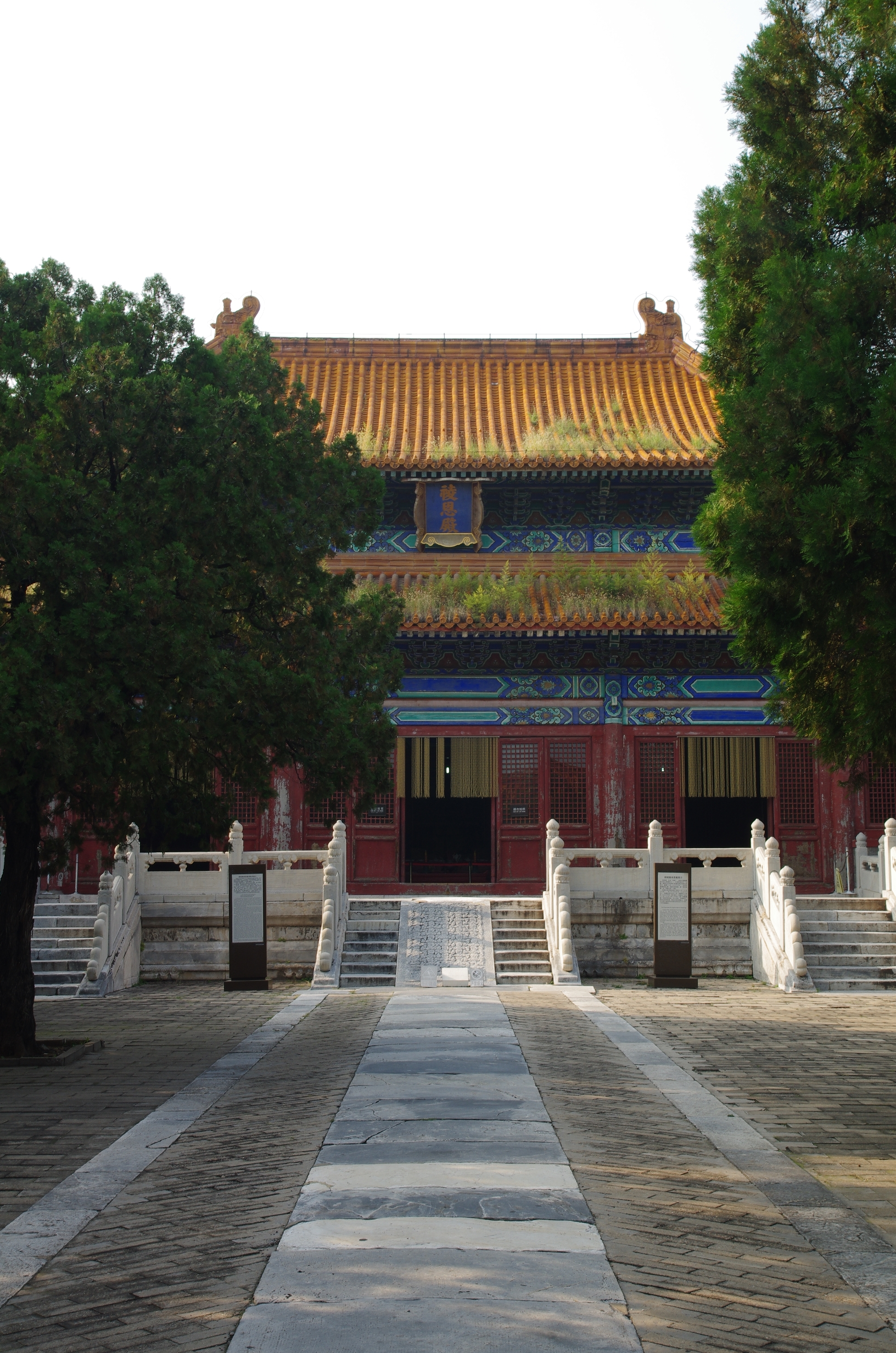
Ling'enpalatset.
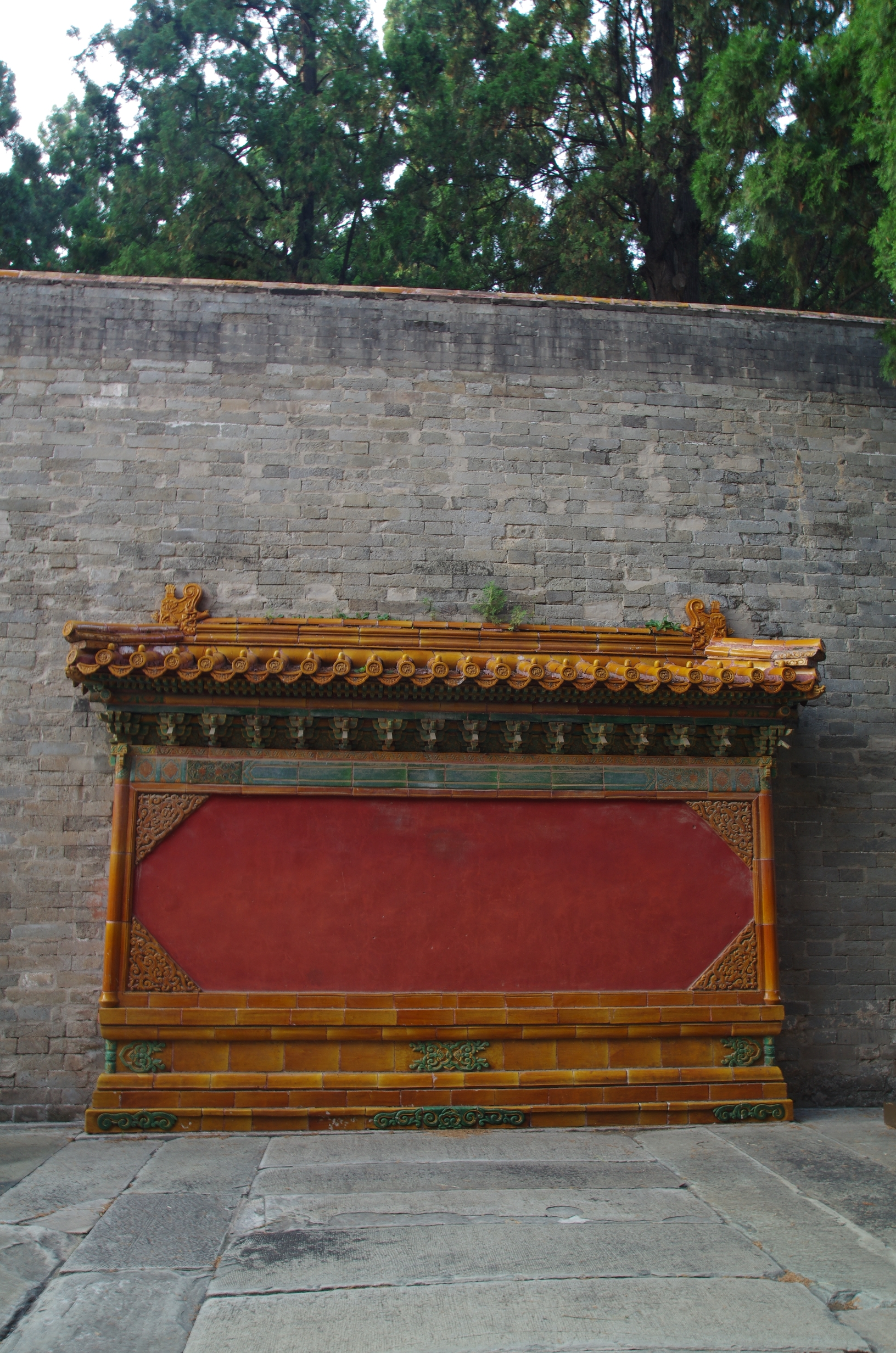
Södra sidan av muren till Skattborgen.